# The Pharcyde
The Pharcyde ([ˈfɑrsaɪd]) est un groupe américain de hip-hop, originaire du quartier de South Central, à Los Angeles, en Californie. Le groupe est initialement formé par Imani (Emandu Wilcox), Slimkid3 (Trevant Hardson), Bootie Brown (Romye Robinson) et Fatlip (Derrick Stewart). DJ Mark Luv est le premier disc jockey (DJ), suivi du producteur J-Swift et de J Dilla. Le groupe est surtout connu pour les singles Drop, Passin' Me By et Runnin', et pour leur premier album, Bizarre Ride II the Pharcyde (1992). Le groupe continue à organiser des tournées et enregistrer, ensemble et en solo. 

## Biographie

### Débuts
Les membres du groupe The Pharcyde Slimkid3, Bootie Brown et Imani se rencontrent en tant que danseurs à la fin des années 1980. En ce temps, Imani et Slimkid3 forment un groupe nommé As Is, plus tard rebaptisé Play Brothers, tandis que Bootie Brown était danseur pour Fatlip (Fatlip étant le dernier membre à se joindre au groupe). Bootie Brown rappelle que leur carrière de danseurs a influencé leur manière de rapper – « des fois quand je rappe, ça me rappelle ma manière de danser. » Le groupe rencontre Reggie Andrews, un professeur local collaborateur de the Dazz Band et Rick James, et qui tient un rôle important dans la composition de leur premier album,. Le groupe rencontre également le producteur J-Swift à cette période.

### Bizarre Ride II the PharcydeetLabcabincalifornia
The Pharcyde publie sa première démo en 1991, qui se compose des chansons Passin' Me By, Ya Mama et Officer, et engage un manager, Paul Stewart, qui a travaillé pour Cypress Hill, De La Soul et House of Pain. Mike Ross de Delicious Vinyl écoute cette démo et signe le groupe sur son label pendant l'été 1991 – il participe à l'album des Brand New Heavies, Heavy Rhyme Experience, Vol. 1, plus précisément sur la chanson Soul Flower, publié par Delicious Vinyl en 1992.
Le groupe, et le producteur J-Swift, publient un premier album, Bizarre Ride II the Pharcyde, en septembre 1992. L'album est certifié disque d'or par la Recording Industry Association of America (RIAA) en 1996. L'album est très bien accueilli, et devient l'un des albums de hip-hop alternatif les plus importants et acclamés par la presse spécialisée dans les années 1990,. Leur second single Passin' Me By est un hit mineur classé à la 52e place du classement américain Billboard Hot 100. La chanson est ensuite incluse dans le film Big Daddy (1999) et devient aussi un hit modern rock. L'album fait participer un nombre de MCs, Bucwheed (connu ensuite sous le nom de Buckwheat, membre dans l'ancien groupe de hip-hop alternatif The Wascals) aux chansons On The DL et I'm That Type of Nigga.
Des problèmes entre le groupe et le producteur J-Swift commencent à faire surface lors de l'enregistrement de leur premier album, qu’ils qualifient de « conflits personnels. » J-Swift devient accro au crack et tente de sortir de cette addiction. Un documentaire, 1 More Hit (2007), parle de ses tentatives de s'en sortir et de revenir dans la musique,.
Après l'album Bizarre Ride, le groupe organise une tournée aux côtés de A Tribe Called Quest et De La Soul, culminant au Lollapalooza de 1994. En 1994, The Pharcyde participer à la compilation de la Red Hot Organization, Stolen Moments: Red Hot + Cool.
En 1995, The Pharcyde publie son deuxième album, Labcabincalifornia. L'album est accueilli d'une manière mitigée à cause d'une différence musicale comparée à leur précédent opus.

### 1997–2004
Le groupe reste en dehors de la scène hip-hop entre 1997 et 1999. Les trois membres se réunissent en 2000 pour un EP intitulé Chapter One: Testing the Waters. Le groupe publie un album studio plus tard en 2000, Plain Rap, album chaleureusement accueilli. Peu après cette publication, le membre Slimkid3, empruntant désormais son vrai nom Tre Hardson, quitte le groupe pour poursuivre une carrière en solo. En 2002, il publie son premier album solo, Liberation. Les deux membres restants, Bootie Brown et Imani, continuent sous le nom du groupe et publient Humboldt Beginnings en 2004. L'album attire moins l'intérêt de la presse spécialisée comparé à leur dernier opus. Cet album intronise Schmooche Cat et Spaceboy Boogie X, les nouveaux membres, et Spaceboy Boogie X le nouveau producteur du groupe. L'album est lancé par le propre label indépendant du groupe, Chapter One Entertainment.

### Dernières activités

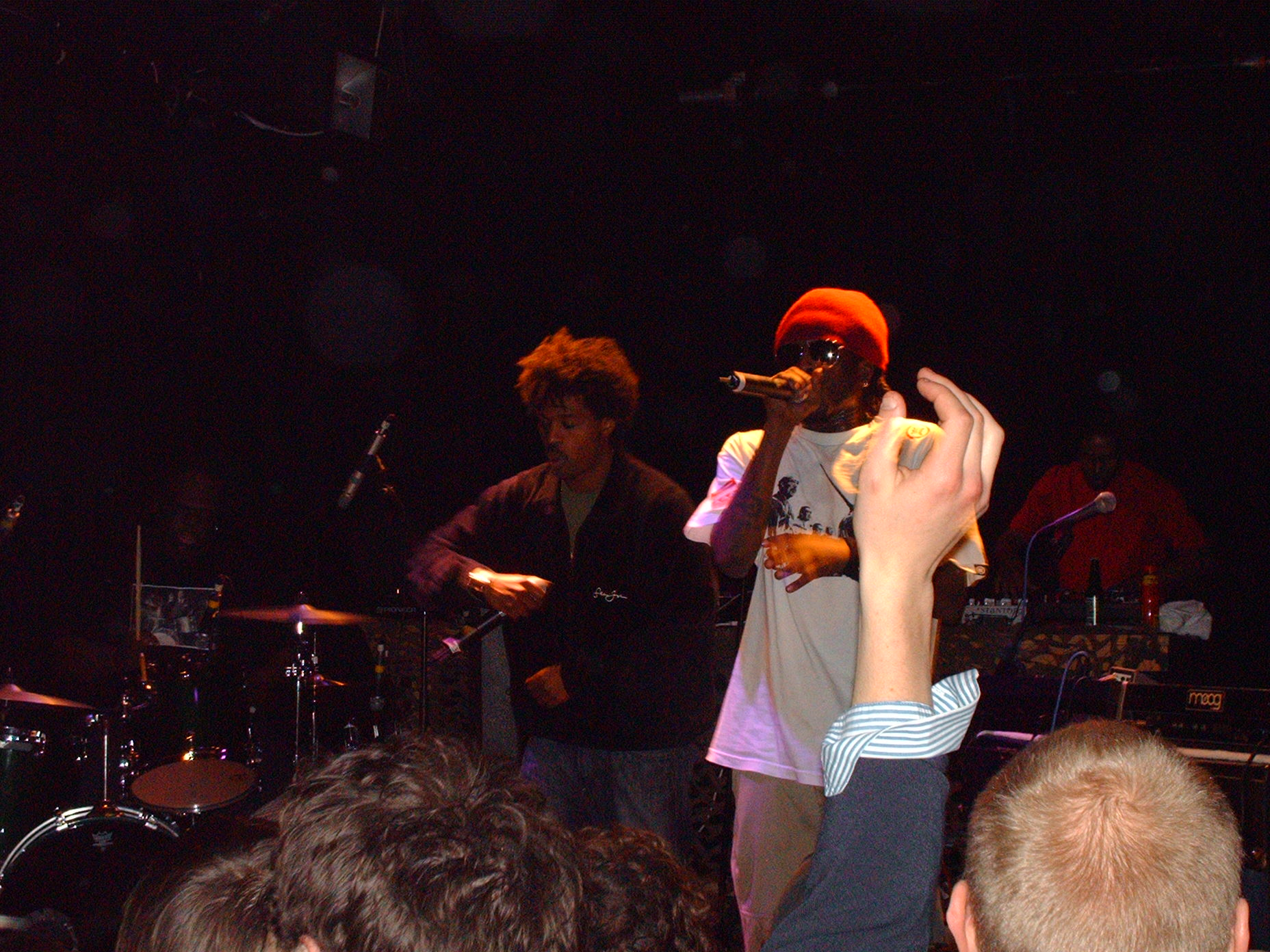
The Pharcyde, sur scène au Village club de Dublin, le 17 mars 2006.

Avec Humboldt Beginnings comme leur dernier album en date, les membres de The Pharcyde s'occupent de nombreuses collaborations et projets. Une compilation de Pharcyde est publiée en 2005, Sold My Soul: The Remix & Rarity Collection, avec un nombre de remixes et chansons inédites. L'ancien membre Fatlip publie son premier album solo en 2005, The Loneliest Punk, et Tre Hardson son second album solo SLIMKID3's Cafe le 4 avril 2006.
À la fin de 2007, Tre participe à une tournée avec le groupe Ozomatli.
The Pharcyde et Souls of Mischief collaborent pour former un groupe appelé Almyghty Myghty Pythons, et publie une compilation homonyme, Almyghty Myghty Pythons. La production de l'album est annulée, mais annoncée par Imani comme bientôt reprise. Fatlip et Tre Hardson se réunissent pour la tournée The Over 30, Dirty Old Men Tour. Fatlip et Tre Hardson participent à la chanson All I Want for Christmas (Is Somebody Else) avec St. Imey (ancien membre de The Wascals) et produite par J-Swift au label Delicious Vinyl. En 2005, Bootie Brown participe au single de Gorillaz Dirty Harry. Uncle Imani participe à la FIVE10 Radio.
En 2012, on célèbre le vingtième anniversaire du premier album de The Pharcyde Bizarre Ride II The Pharcyde, et un show au Roxy Theatre à Los Angeles marque l'événement. La performance devait être effectuée en une soirée, mais de par son succès et son accueil chaleureux, le groupe décide de lancer la tournée Bizarre Ride Live. En décembre 2012, The Pharcyde publie Still Got Love (Bizarre Tribe Megamix), bien accueilli par la presse spécialisée.

## Discographie

### Albums studio
- 1992 : Bizarre Ride II the Pharcyde
- 1995 : Labcabincalifornia
- 2000 : Plain Rap
- 2004 : Humboldt Beginnings

### Compilations
- 2001 : Cydeways: The Best of The Pharcyde
- 2005 : Instrumentals
- 2005 : Sold My Soul: The Remix & Rarity Collection

### EP
- 2000 : Chapter One: Testing the Waters EP

### Singles
- 1993 : Passing Me By sur l'album Bizarre Ride II the Pharcyde
- 1993 : Otha Fish sur l'album Bizarre Ride II the Pharcyde
- 1995 : Runnin' sur l'album Labcabincalifornia
- 1996 : Drop sur l'album Labcabincalifornia
- 1996 : She Said sur l'album Labcabincalifornia
- 2000 : Trust sur l'album Plain Rap
- 2022 : My Man

## Clip
Le clip du single Drop, réalisé par Spike Jonze, est un modèle du genre, de par la synchronisation entre la bande sonore avec une vidéo montée à l'envers (procédé repris depuis sur le clip de The Scientist de Coldplay et Monsieur Sable du groupe de rap français 1995).